# Yu-Gi-Oh! Zexal
Yu-Gi-Oh! Zexal (遊☆戯☆王ゼアル?, Yu-Gi-Oh! Zearu) è la quarta serie del franchise di Yu-Gi-Oh!. Il manga, disegnato da Naoto Miyashi, è serializzato sulla rivista V Jump della Shūeisha, mentre l'anime, prodotto da NAS e Gallop, è stato trasmesso in Giappone su TV Tokyo dall'11 aprile 2011 al 24 settembre 2012 e in Italia su K2 dal 9 giugno 2012 al 17 ottobre 2013.
Un sequel, intitolato Yu-Gi-Oh! Zexal II (遊☆戯☆王ＺＥＸＡＬⅡ（セカンド）?, Yu-Gi-Oh! Zearu Sekando), è stato trasmesso in Giappone su TV Tokyo dal 7 ottobre 2012 al 23 marzo 2014 e in Italia su K2 dal 18 ottobre 2013 al 19 marzo 2015.
La serie introduce i Duel Gazers, dei visori per la realtà aumentata, e i Mostri Xyz: sovrapponendo due o più mostri dello stesso Livello, si può evocare un Mostro Xyz che abbia quel Rango. I mostri sovrapposti non scompaiono dal campo di gioco, ma diventano Unità Sovrapposte attaccate al mostro stesso e ognuna di esse può essere usata una volta sola durante il Duello per attivare gli effetti dei Mostri Xyz. Sovrapponendo un Numero, il mostro compie l'evoluzione Chaos Xyz, si trasforma in un Mostro Chaos Xyz (o un Numero Chaos, in alcuni casi) e, oltre a mantenere le sue Unità Sovrapposte originali, ne guadagna un'altra, la sua forma base.

## Trama

### Yu-Gi-Oh! Zexal
Ambientata nel futuro, nella città di Heartland, la storia si concentra su Yuma Tsukumo, un giovane duellante che mira a diventare il campione assoluto di Duel Monsters. Un giorno, durante un duello con Shark, il bullo della scuola, un misterioso spirito di nome Astral lo aiuta a vincere. Astral spiega a Yuma che sta cercando di recuperare la memoria perduta, trasformata nelle carte di 100 mostri Xyz chiamati Mostri Numero. I Mostri Numero hanno il potere di prendere il controllo del duellante che li usa e far emergere il suo lato oscuro. Per recuperare le 100 carte, Astral e Yuma fanno squadra e, dopo l'incontro con il Cacciatore di Numeri Kite Tenjo, ottengono l'abilità di fondersi in un'unica entità tramite il potere Zexal. Partecipando in seguito al Carnevale Mondiale di Duelli, Yuma affronta diversi avversari, tra i quali Tron e il Dottor Faker, che vogliono i Numeri per i loro scopi malvagi.

### Yu-Gi-Oh! Zexal II
Dopo il Carnevale Mondiale di Duelli, la pace torna a Heartland, ma per poco: gli abitanti del Mondo Bariano, comandati da Vector, che è comandato a sua volta da Don Thousand, arrivano sulla Terra alla ricerca dei Numeri che, se raccolti tutti, porteranno al Codice Numeron, una carta divina che ha creato il mondo. La loro missione è distruggere il Mondo Astrale e, per farlo, riescono a resuscitare il loro dio, Don Thousand, sconfitto da Astral millenni prima. Yuma e Astral uniscono le forze con i loro amici Shark e Kite per sconfiggere i Bariani e salvare il Mondo Astrale dalla distruzione.

## Personaggi

Astral e Yuma

## Manga
Il manga, scritto da Shin Yoshida e illustrato da Naoto Miyashi, ha cominciato la serializzazione nel numero di febbraio 2011 della rivista della Shūeisha V Jump, pubblicata il 18 dicembre 2010.
Un secondo manga spin-off, Yu-Gi-Oh! D Team Zexal (遊☆戯☆王 Ｄデュエルチーム ゼアル?, Yū☆Gi☆Ō D Deyueru Chīmu Zearu), ha iniziato a essere serializzato mensilmente sulla rivista Saikyō Jump di Shūeisha il 3 aprile 2012 e si è concluso il 3 aprile 2014. Disegnato da Akihiro Tomonaga, contrariamente al primo la storia si concentra più sul lato comico e i personaggi sono disegnati in stile chibi.

## Anime
La prima serie dell'anime è stata trasmessa su TV Tokyo dall'11 aprile 2011 al 24 settembre 2012, mentre la messa in onda della seconda è cominciata il 7 ottobre 2012.
In Italia la prima serie è andata in onda su K2 dal 9 giugno 2012 al 17 ottobre 2013, mentre la seconda dal 18 ottobre 2013 al 19 marzo 2015.

### Edizione italiana
La sigla di testa italiana della prima serie è Take a Chance, di Michael Brady, Shane Guenego e Arthur Murakami, usata anche nella versione in lingua inglese della 4K INC., benché l'edizione italiana sia stata doppiata sulla base della versione originale giapponese. A partire dall'episodio 19 viene invece usata la versione italiana della sigla, adattata da Studiocompresso e cantata da Mirko Albanese. Nella seconda serie, invece, viene usata Take a Chance in italiano per i primi due episodi e Halfway to Forever, sigla inglese della seconda serie di Michael Brady, Shane Guenego, Arthur Murakami e Jonathan Lattif, dall'episodio 3.
Dalla terza stagione (episodio 50) l'edizione italiana viene doppiata e censurata sulla base di quella statunitense, in quanto le immagini delle carte risultano prive delle descrizioni in lingua giapponese, le minigonne delle studentesse sono state allungate con un lavoro di editing, la zona inferiore di Astral (pur non presentando alcun tipo di nudità) è stata resa più luminescente e l'intera colonna sonora sostituita da brani di musica techno. Anche i nomi dei personaggi secondari, per i quali inizialmente era stato tenuto l'originale giapponese, vengono cambiati con i corrispettivi dell'edizione statunitense, come ad esempio nel caso di "Anna Kozuki", "Gauche" e "Droite", che diventano corrispettivamente "Anna Kaboom", "Nistro" e "Dextra".

### Colonna sonora
Sigle d'apertura giapponesi di Yu-Gi-Oh! Zexal
- Masterpiece (マスターピース?, Masutāpīsu, lett. "Capolavoro") cantata da mihimaru GT (ep. 1-25)
- BRAVING! (ＢＲＡＶＩＮＧ！?, Bureibingu, lett. "Sfidando") cantata da KANAN (ep. 26-49)
- Tamashī Drive (魂ドライブ?, Tamashī Doraibu, lett. "Guida dell'anima") cantata da Color Bottle (ep. 50-73)

Sigle di chiusura giapponesi di Yu-Gi-Oh! Zexal
- Boku Quest (僕クエスト?, Boku Kuesuto, lett. "La mia ricerca!) cantata da Golden Bomber (ep. 1-25)
- Setsubō no Freesia (切望のフリージア?, Setsubō no Furījia, lett. La freesia della bramosia) cantata da DaizyStripper (ep. 26-49)
- Wild Child (Ｗｉｌｄ Ｃｈｉｌｄ?, Wairudo Chairudo, lett. "Bambino selvaggio") cantata da moumoon (ep. 50-73)

Sigle d'apertura giapponesi di Yu-Gi-Oh! Zexal II
- Orenai Heart (折れないハート?, Orenai Hāto, lett. "Cuore infrangibile") cantata da Hideaki Takatori (ep. 1-26)
- Kagami no Dual-ism (鏡のデュアル・イズム?, Kagami no Dyuaru-izumu, lett. "Dual-ismo di specchi") cantata da Petite Milady (ep. 26-50)
- Wonder Wings (Ｗｏｎｄｅｒ Ｗｉｎｇｓ?, Wandā Wingusu, lett. "Ali di meraviglia") cantata da Diamond☆Yukai (ep. 51+)

Sigle di chiusura giapponesi di Yu-Gi-Oh! Zexal II
- Artist (アーティスト?, Ātisuto, lett. "Artista") cantata da vistlip (ep. 1-26)
- GO WAY GO WAY (ＧＯ ＷＡＹ ＧＯ ＷＡＹ?, Gō Wei Gō Wei, lett. "VAI VIA VAI VIA") cantata da FoZZtone (ep. 26-50)
- Challenge the GAME (Ｃｈａｌｌｅｎｇｅ ｔｈｅ Ｇａｍｅ?, Charenji za Gēmu, lett. "Sfida il GIOCO") cantata da REDMAN (ep. 51+)

Sigle italiane
- Take a Chance cantata da Michael Brady, Shane Guenego, Arthur Murakami e Surefire Music Group (ep. 1–18)
- Take a Chance (C'è una strada da percorrere) cantata da Mirko Albanese (ep. 19-75)
- Halfway to Forever cantata da Michael Brady, Shane Guenego, Arthur Murakami, Jonathan Lattif e Surefire Music Group (ep. 76–146)

### Videogiochi
Il videogioco per 3DS Yu-Gi-Oh! Zexal: World Duel Carnival (遊戯王ZEXAL 激突!デュエルカーニバル?, Yūgiō Zearu: Gekitotsu! Dueru Kānibaru), sviluppato da Konami è stato distribuito in Giappone il 5 dicembre 2013 e in Italia a partire dal 26 giugno 2014.